# Tellus

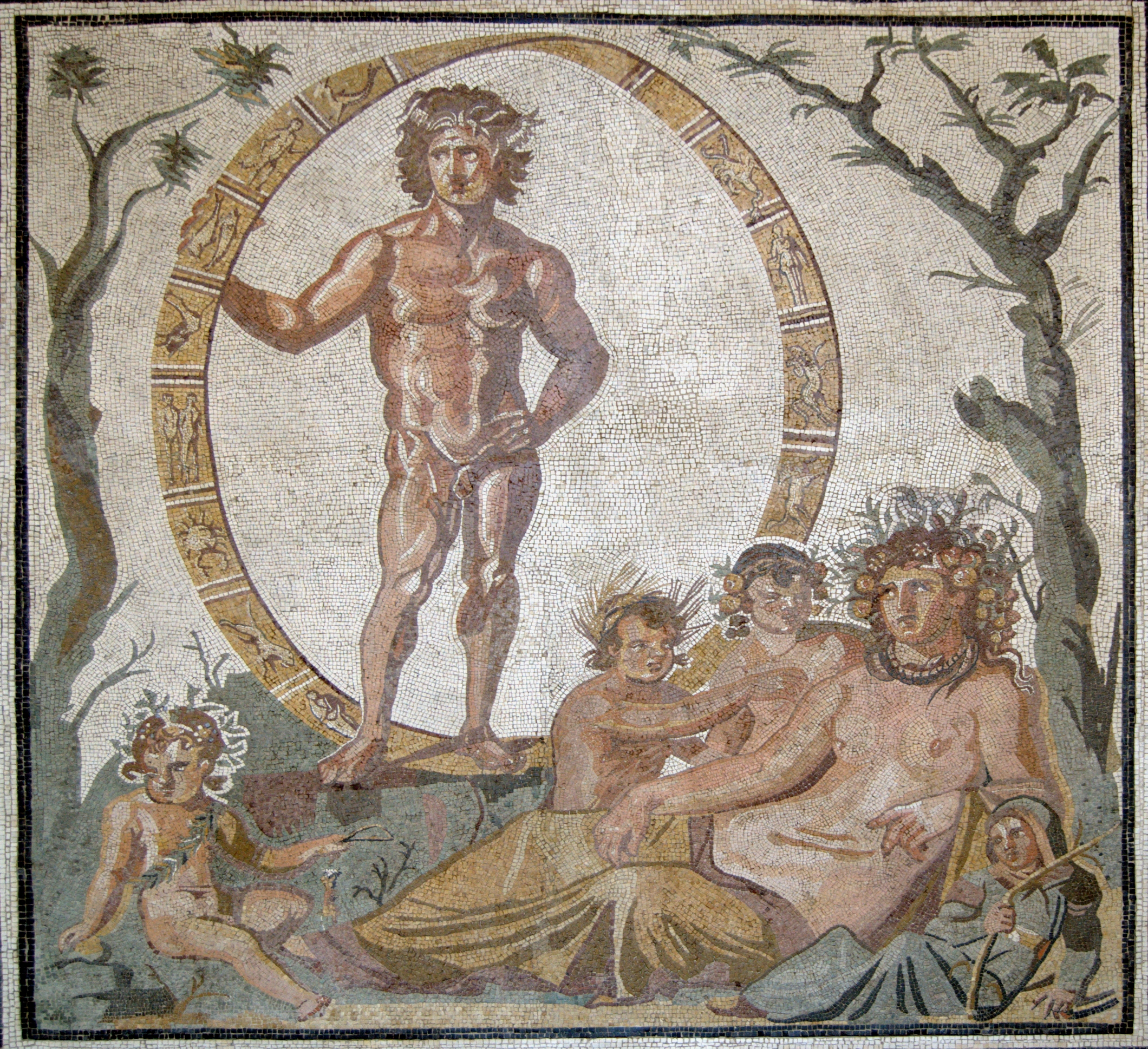
Tellus s čtyřmi dětmi, pravděpodobně ročními obdobími, ve společnosti Aióna-Úrana, synkretická mozaika z italského města Sentinum, přibližně 200–250 n. l., mnichovské muzeum Glyptothek

Tellus či Terra „Země“, též Tellus/Terra Mater „Matka Země“ je římská bohyně země, plodnosti a úrody. Byla také vzývána při zemětřesení pro ochranu a řazena mezi podsvětní božstva, například společně s Ceres při pohřbech jako bohyně které přijímají tělo do svého lůna nebo při obřadu devotio. Varrem byla řazena mezi Di selecti – dvacet nejdůležitějších římských božstev. Její kult úzce souvisel s kultem Cerery, bohyní úrody a obilí, v pozdější době obě bohyně splývaly. Byla též ztotožňována s řeckou Gaiou. Jejím méně významným protějškem je Tellumo, bůh plodivé síly země.
Jejím hlavním svátkem byla Fordicidia slavená 15. dubna, tedy přibližně v době, kdy se konaly Cerealie. Na Kapitolu byla při této příležitosti za účasti pontifiků a vestálek obětována březí kráva, stejná oběť byla prováděna v každé z třiceti kurií. Nenarozená telata byla vyjmuta, spálena a jejich popel uchováván vestálkami pro účely rituální očisty při svátku Parilia konaném 21. dubna. Účelem rituálu nejspíše bylo magické využití plodivé síly březích krav k zajištění úrodnosti polí. Svátek byl údajně zaveden králem Numou Pompiliem při příležitosti velké neúrody.
Společně s bohyní úrody a obilí Cererou jí bylo v lednu obětováno o svátku Sementivae – slavnosti setby, jejíž přesné datum bylo určováno každý rok . Při této příležitosti prováděl flamen Cerialis oběť Cereře a Telluře a vzýval dvanáct božstev jednotlivých polní prací. Další dvě oběti, mající za úkol dodat zrnu sílu, byly prováděny během následujícího týdne. S Cererou byla Tellus vzývána i při pohřbech.
Aedes Telluris – chrám Tellury byl postaven na Esquilinu až po zaslíbení konzulem Publiem Semproniem Sophem roku 286 př. n. l. při příležitosti zemětřesení během války s Piceny. Je možné že na tomto místě bylo kultovní místo Tellury již dříve. Chrám byl zasvěcen 13. prosince a tento den se stal další svátkem bohyně. V budově občas zasedal senát a na zdech byla umístěna mapa Itálie. V roce 54 př. n. l. byl chrám opraven Cicerem a stál ještě ve 4. století, jeho další osudy a přesná poloha jsou však neznámé.